# 道の駅いちごの里 よしみ
道の駅いちごの里 よしみ（みちのえき いちごのさとよしみ）は、埼玉県比企郡吉見町にある埼玉県道27号東松山鴻巣線の道の駅である。
2015年1月に重点道の駅候補に選定された。

## 施設
- 駐車場
  - 普通車：161台
  - 大型車：11台
  - 身障者用：2台
- トイレ（いずれも24時間利用可能）
  - 男：大 4器、小 8器
  - 女：11器
  - 身障者用：1器
- 物産館（いちごの里物産館）
  - 手打ちうどん体験室
  - うどん食堂（9:00 - 16:30、ラストオーダー16:00 麺がなくなった時点で終了となることがあり）
- 農産物直売所
- 休憩所（喫茶コーナー、観光案内所）
- 公園
- テントの貸出し制度有

## 休館日
- 12月30日 - 1月4日

## アクセス
- 埼玉県道27号東松山鴻巣線 - 登録路線
- 大里比企広域農道（東松山鴻巣線の東行き(鴻巣方面)車線から出入する場合と以下の県道からアクセスする場合は、農道側の出入口を利用）
  - 埼玉県道345号小八林久保田下青鳥線
  - 埼玉県道33号東松山桶川線
- 公共交通機関：川越観光自動車 HM-11・12・13系統 東松山駅-鴻巣駅（-鴻巣免許センター）線 いちごの里よしみ停留所 ※ 敷地内には乗り入れず、東松山鴻巣線上を発着

## 周辺
- 吉見町役場
- 吉見郵便局
- 吉見百穴